# Euryparyphes pictipes
Euryparyphes pictipes är en insektsart som beskrevs av Boris Petrovich Uvarov 1927. Euryparyphes pictipes ingår i släktet Euryparyphes och familjen Pamphagidae. Inga underarter finns listade i Catalogue of Life.